# L'Habit
L'Habit és un municipi francès situat al departament de l'Eure i a la regió de Normandia. L'any 2007 tenia 494 habitants.

## Demografia

### Població
El 2007 la població de fet de L'Habit era de 494 persones. Hi havia 176 famílies, de les quals 28 eren unipersonals (16 homes vivint sols i 12 dones vivint soles), 60 parelles sense fills, 84 parelles amb fills i 4 famílies monoparentals amb fills.
La població ha evolucionat segons el següent gràfic:
Habitants censats

### Habitatges
El 2007 hi havia 226 habitatges, 184 eren l'habitatge principal de la família, 37 eren segones residències i 5 estaven desocupats. Tots els 222 habitatges eren cases. Dels 184 habitatges principals, 165 estaven ocupats pels seus propietaris, 16 estaven llogats i ocupats pels llogaters i 3 estaven cedits a títol gratuït; 3 tenien una cambra, 4 en tenien dues, 26 en tenien tres, 53 en tenien quatre i 98 en tenien cinc o més. 184 habitatges disposaven pel capbaix d'una plaça de pàrquing. A 65 habitatges hi havia un automòbil i a 112 n'hi havia dos o més.

### Piràmide de població
La piràmide de població per edats i sexe el 2009 era:
| Homes | Edats   | Dones |
| ----- | ------- | ----- |
| 0     | 95 o +  | 0     |
| 0     | 90 a 94 | 4     |
| 4     | 85 a 89 | 0     |
| 0     | 80 a 84 | 4     |
| 4     | 75 a 79 | 0     |
| 12    | 70 a 74 | 4     |
| 4     | 65 a 69 | 4     |
| 8     | 60 a 64 | 0     |
| 20    | 55 a 59 | 16    |
| 20    | 50 a 54 | 28    |
| 20    | 45 a 49 | 20    |
| 16    | 40 a 44 | 28    |
| 20    | 35 a 39 | 16    |
| 12    | 30 a 34 | 8     |
| 4     | 25 a 29 | 4     |
| 8     | 20 a 24 | 20    |
| 24    | 15 a 19 | 0     |
| 20    | 10 a 14 | 16    |
| 8     | 5 a 9   | 12    |
| 12    | 0 a 4   | 4     |

## Economia
El 2007 la població en edat de treballar era de 337 persones, 249 eren actives i 88 eren inactives. De les 249 persones actives 227 estaven ocupades (129 homes i 98 dones) i 22 estaven aturades (11 homes i 11 dones). De les 88 persones inactives 37 estaven jubilades, 15 estaven estudiant i 36 estaven classificades com a «altres inactius».

### Ingressos
El 2009 a L'Habit hi havia 195 unitats fiscals que integraven 516 persones, la mediana anual d'ingressos fiscals per persona era de 21.840 €.

### Activitats econòmiques
Dels 11 establiments que hi havia el 2007, 2 eren d'empreses de fabricació d'altres productes industrials, 2 d'empreses de construcció, 2 d'empreses de comerç i reparació d'automòbils, 2 d'empreses financeres i 3 d'empreses de serveis.
Dels 3 establiments de servei als particulars que hi havia el 2009, 2 eren paletes i 1 electricista.

## Equipaments sanitaris i escolars
El 2009 hi havia una escola elemental integrada dins d'un grup escolar amb les comunes properes formant una escola dispersa.

## Poblacions més properes
El següent diagrama mostra les poblacions més properes.